# 47. (srbska) divizija (NOVJ)
47. (srbska) divizija je bila partizanska divizija, ki je delovala v sklopu NOV in POJ v Jugoslaviji med drugo svetovno vojno.
Ustanovljena je bila 1. oktobra 1944 in razpuščena maja 1945.

## Sestava
oktober 1944
- 15. srbska brigada
- 28. srbska brigada
- 29. srbska brigada